# Kunping
Kunping (kinesiska: 坤平乡, 坤平) är en socken i Kina. Den ligger i den autonoma regionen Guangxi, i den södra delen av landet, omkring 190 kilometer nordväst om regionhuvudstaden Nanning.
Genomsnittlig årsnederbörd är 1 591 millimeter. Den regnigaste månaden är juni, med i genomsnitt 286 mm nederbörd, och den torraste är februari, med 26 mm nederbörd.